# AWVN

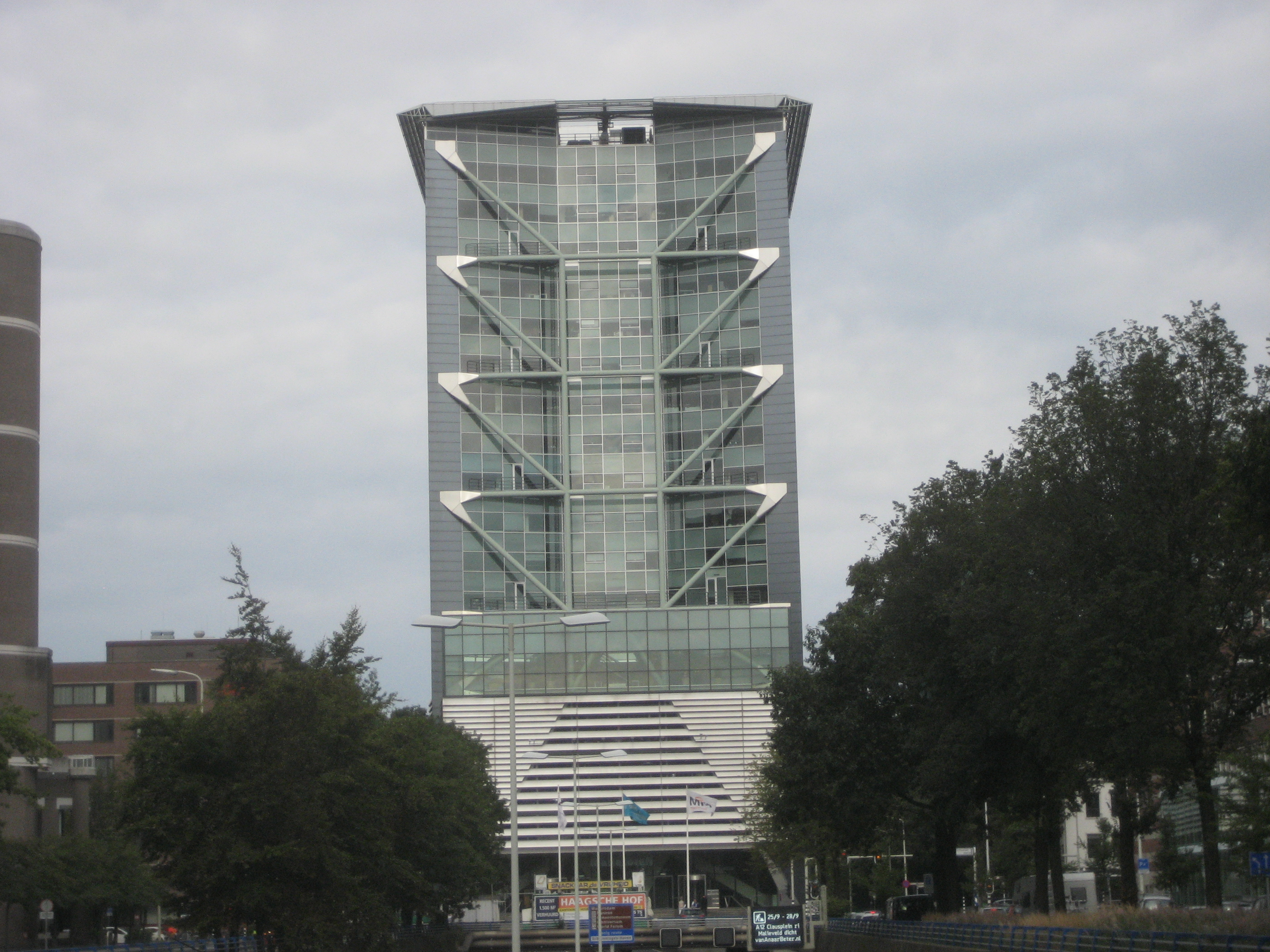
Malietoren in Den Haag, AWVN-kantoor

AWVN (Algemene Werkgeversvereniging Nederland) is een Nederlandse werkgeversvereniging. Tegenwoordig zijn ruim 750 individuele ondernemingen en bedrijfstakken bij AWVN aangesloten, waaronder ook non-profit organisaties. Samen hebben deze werkgevers vijf miljoen werknemers in dienst. Daarmee is AWVN de grootste werkgeversvereniging van Nederland. 
Een belangrijke dienst die AWVN aan haar leden biedt is het onderhandelen over cao's: AWVN is betrokken bij twee derde van alle cao's in Nederland. Daarnaast adviseert AWVN zijn leden op vele HR-terreinen, van arbeidsvoorwaarden tot organisatieadvies. Het motto van AWVN luidt: vooruitgang door vernieuwend werkgeven.  
AWVN heeft verschillende thematische en regionale netwerken voor leden en organiseert cursussen en bijeenkomsten waar ook niet-leden welkom zijn.  

## Geschiedenis
De oorsprong van AWVN ligt in de Zaanse Werkgevers Vereniging. Deze werd op 20 juni 1919 opgericht door een groep Zaanse industriëlen als tegenwicht voor de lokale macht van de vakbonden. Na vier maanden besloot de vereniging zich op heel Nederland te richten en veranderde haar naam in Algemene Werkgevers Vereniging (AWV). Op 1 januari 1997 fuseerden de belangenorganisaties voor ondernemers VNO en NCW tot VNO-NCW (Verbond van Nederlandse Ondernemingen – Nederlandse Christelijke Werkgeversvereniging). In het kielzog daarvan ging AWV in december 1996 samen met het Adviesbureau Arbeidszaken NCW en werd de naam Algemene Werkgeversvereniging VNO-NCW. In 2007 verhuisde het hoofdkantoor van Haarlem naar de Malietoren in Den Haag, het kantoorpand aan de Bezuidenhoutseweg waar ook partner VNO-NCW gevestigd is. AWVN had de samenwerking met de ondernemersorganisatie sterk geïntensiveerd en de verhuizing zou op korte termijn moeten leiden tot één geïntegreerde bureauorganisatie. Die integratieplannen bleken in februari 2008 alweer van de baan. Het belangrijkste geschilpunt was de positie en de financiering van de beoogde nieuwe adviesorganisatie die na de integratie van verschillende organisatieonderdelen van AWVN en VNO-NCW tot stand moest komen. In 2013 werd de naam gewijzigd in AWVN (Algemene Werkgeversvereniging Nederland).

## Voormalige voorzitters
Sinds de aanpassing van de bestuursvorm van de werkgeversvereniging in 2013, heeft AWVN geen voorzitter meer. In de nieuwe structuur fungeert de algemeen directeur als bestuurder van de vereniging.
| Jaar      | Naam                             | Bedrijf                                                                                   |
| --------- | -------------------------------- | ----------------------------------------------------------------------------------------- |
| 1919-1940 | J.W. Dekker                      | Firma Jan Dekker                                                                          |
| 1940-1951 | H. Smidt van Gelder              | Koninklijke Papierfabrieken Van Gelder Zonen Van Gelder Papier                            |
| 1951-1956 | J.W. Noorduyn                    | N.V. Koninklijke Pharmaceutische Fabrieken v/h Brocades - Stheeman & Pharmacia, thans DSM |
| 1956-1966 | F.K.T. Beukema toe Water         | N.V. Meelfabriek De Sleutels, v/h De Koster & Co                                          |
| 1966-1968 | M.C. van der Hoop                | De Koninklijke Porceleyne Fles, v/h Joost Thooft & Labouchere                             |
| 1968-1969 | Teunis Potjewijd                 | Chemische Fabriek Gembo N.V., later AkzoNobel                                             |
| 1969-1970 | S. Bakkenist                     | Koninklijke Zout Organon, later AkzoNobel                                                 |
| 1970-1972 | M.C. van der Hoop                | De Koninklijke Porceleyne Fles, v/h Joost Thooft & Labouchere                             |
| 1972-1975 | R. van Marwijk Kooy              | N.V. Eternit v/h Martinit                                                                 |
| 1977-1982 | J. A. de Stoppelaar Blijdesteijn | N.V. Philips Gloeilampenfabrieken, thans Koninklijke Philips                              |
| 1982-1991 | R. van Wijk                      | voorzitter-directeur                                                                      |
| 1991-1994 | J.P. Munting                     | voorzitter-directeur                                                                      |
| 1994-1999 | G. van Reenen                    | Parenco                                                                                   |
| 1999-2004 | Bernard Wientjes                 | Wientjes Beheer BV                                                                        |
| 2004-2005 | R. Prins                         | AkzoNobel                                                                                 |
| 2005-2008 | C. van Woudenberg                | Air France-KLM                                                                            |
| 2008-2010 | F. Keun                          | Gamma Holding                                                                             |
| 2010-2013 | M. Hartvelt                      | voorzitter-directeur                                                                      |